# 井研県
井研県（せいけん-けん）は中華人民共和国四川省楽山市に位置する県。

## 行政区画
- 街道:研城街道
- 鎮:馬踏鎮、竹園鎮、研経鎮、周坡鎮、千仏鎮、王村鎮、三江鎮、東林鎮、集益鎮、純復鎮、宝五鎮、鎮陽鎮、高鳳鎮、門坎鎮

## 健康・医療・衛生
- 井研県人民医院